# أستريد كلوك

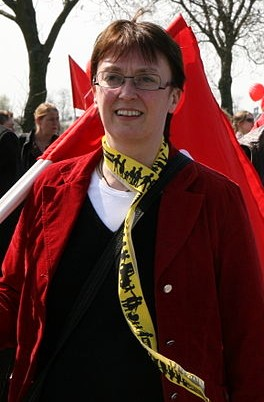
https://upload.wikimedia.org/wikipedia/commons/e/e3/Astrid_Klug.jpg

أستريد كلوك (بالألمانية: ِAstrid Klug)؛ (4 فبراير 1968 )، سياسية برلمانية ألمانية تنتمي إلى الحزب الديمقراطي الاشتراكي الألماني (SPD) .منذ عام 2002 هي عضوة في البرلمان الألماني بوندستاغ ،وفي نوفمبر من العام 2005 أصبحت السكرتير البرلماني لوزير الدولة الاتحادية للبيئة وحماية الطبيعة والسلامة النووية.

## التعليم والعمل
نالت الشهادة الثانوية عام 1987 في مدينة هومبورج ٬ تخرجت من جامعة كولونيا للعلوم التطبيقية حيث حازت على دبلوم علم المكتبات والمعلومات في العام 1990. وعملت بعدها حتى عام 1992 في مكتبة جامعة سارلاند الكائنة في مدينة ساربروكن ٬ ومن العام (1992) حتى (2002) ترأست مكتب الصحافة والعلاقات العامة في مقاطعة ساربفالتس Saarpfalz-Kreis

## نشاطها الحزبي
منذ عام 1984 وأستريد كلوك تعمل في مجال حماية البيئة والمناداة بالسلام ومناهضة النفايات النووية ٬ ففي العام 1987 باشرت بنشاطها كإحدى المبادرات في تنظيم يوم السلام والبيئة في مقاطعة سارلاند . 
انتسبت أستريد كلوك لحزب ال (SPD) في عام (1985)٬حيث أصبحت عضو في مجلس مدينة همبورغ من عام 1994 حتى عام 2004 ٬ وعضو في اللجنة التنفيذية لحزب (SPD) بين عامي 1997 و2010 ٬ وفي نوفمبر عام 2009 عينت من قبل الأمين العام للحزب أندريا ناليس حيث أصبحت كلوك المديرة الإتحادية للحزب حتى عام 2012 

## حياتها البرلمانية
في 22 سبتمبر من العام 2002 كانت ولايتها الأولى في البرلمان الألماني بوندستاغ حيث استمرت في وظيفتها حتى عام 2009 بعد انتخابها لدورة ثانية .وخلالها بين عامي 2004 و2005 كانت رئيس المجلس الاستشاري البرلماني للتنمية المستدامة ٬ وفي 16 أبريل 2013 عادت إلى البرلمان خلفاً لزميلها اوتمار شراينر Ottmar Schreiner بعد وفاته بمرض السرطان  .